# Nitraria pamirica
Nitraria pamirica är en harmelbuskväxtart som beskrevs av L.I. Vasileva. Nitraria pamirica ingår i släktet Nitraria och familjen harmelbuskväxter. Inga underarter finns listade i Catalogue of Life.